# Нуартер, Мари-Терез де
Мари-Терез де Нуартер (фр. Marie-Thérèse de Noireterre, 1760, Париж — 2 мая 1823, Париж) — французская художница-миниатюристка.

## Биография и творчество
Мари-Терез де Нуартер родилась в 1760 году в Париже. Её родителями были Этьен-Шарль де Нуартер и Мари-Анн Марешаль, дочь придворного музыканта Пьера Марешаля-Пезибля. Мари-Терез также приходилась племянницей художнику и гравёру Клоду Борне и была его ученицей. Она училась также у Аделаиды Лабий-Гийяр.
В 1786 и 1787 годах де Нуартер выставляла свои миниатюры в Салоне Корреспонданс. Возможно, участвовавший в выставке 1787 года автопортрет ранее, в 1785 году, был представлен в качестве обязательной работы для вступления в лондонское Общество художников. Известно, что де Нуартер была единогласно избрана членом общества, однако нет свидетельств о том, что она сама бывала в Лондоне.
В 1810 году художница переехала в Бельвиль (ныне часть Парижа), где вместе с двоюродной сестрой, учительницей музыки, открыла школу для женщин.
Мари-Терез де Нуартер умерла в Бельвиле 2 мая 1823 года. Её работы находятся в музеях Франции, в том числе в Лувре и музее Карнавале. Кроме того, работы художницы имеются в Национальном музее Швеции; в Государственном Эрмитаже представлены гравюры по её рисункам.